# Kungsströmabborre
Kungsströmabborre (Percina rex) är en fisk i familjen abborrfiskar som finns i Virginia i USA. Den kallas även kungsdvärgabborre.

## Utseende
En långsträckt, liten fisk, den kan som mest bli 15 cm även om den sällan når över 10 cm. Färgen är gulgrön med mörka fläckar längs sidorna och vit undersida. Över den främre av dess två ryggfenor går ett orange band, som är speciellt framträdande hos könsmogna hanar. Nosen på denna och andra arter i samma släkte är karakteristiskt stor och trubbig.

## Vanor
Kungsströmabborren lever i klara floder över sand- och grusbotten. Den använder sin kraftiga nos till att vända undan småstenar på bottnen, för att äta ryggradslösa djur som gömmer sig därunder. Man tror att det är därför som arten är känslig för grumliga vatten, eftersom ett tjockt dylager på bottnen gör det svårt för den att hitta stenar att vända. Högsta konstaterade ålder är 6 år.

### Fortplantning
Arten blir könsmogen vid 2 till 3 års ålder, och leker i april till maj. Den gräver ner äggen i grus, men bevakar dem inte.

## Utbredning
Kungsströmabborren finns i Virginia, USA i övre loppen av floderna Roanoke, Dan och Chowan.

## Status
Arten är klassificerad som sårbar ("VU", underklassificering "B1+2c, D2") av IUCN. Troliga orsaker är vattenförorening genom igengrumling orsakad av jordbruksaktiviteter och byggnation samt uppsplittring av populationerna genom vattenregleringar (dammbyggnad). Federala program har lagts fram 1992 och 2007 för att skydda artens fortlevnad.